# Microcreagrina subterranea
Microcreagrina subterranea es una especie de arácnido del orden Pseudoscorpionida de la familia Syarinidae.

## Distribución geográfica
Es endémico de las islas Canarias (España).